# Orcadas
Orcadas (en inglés y escocés: Orkney, en gaélico escocés: Arcaibh), también conocido como islas Órcadas, es un archipiélago ubicado en el norte de Escocia, situado a 16 kilómetros al norte de la costa de Caithness. Lo conforman, aproximadamente, unas 70 islas, de las cuales solo 20 están habitadas. La isla más grande, conocida como Mainland, tiene una superficie de 523,25 km², lo que hace que sea la sexta isla más grande de las islas de Escocia y la décima más grande de las islas británicas. El asentamiento de población más grande y el centro administrativo es Kirkwall.
El nombre de «islas Orcadas» se remonta al primer siglo antes de Cristo o antes, y las islas están habitadas desde hace, al menos, 8500 años. Originalmente estaban ocupadas por tribus del Mesolítico y del Neolítico y luego por los pictos. Noruega invadió las Orcadas en 875. Posteriormente, el Reino de Escocia las anexionó en 1472 tras el pago fallido de una dote a Jacobo III de Escocia tras su matrimonio con Margarita de Dinamarca.
Las Orcadas contienen uno de los yacimientos neolíticos más antiguos y mejor conservados de Europa. El "Corazón neolítico de las Órcadas" es un lugar designado como Patrimonio de la Humanidad por la UNESCO.
Las Orcadas son también un concejo de Escocia, un distrito electoral del Parlamento Escocés, un área de tenencia y un antiguo condado. El concejo local es el concejo de las Orcadas, uno de los tres concejos en Escocia con mayores miembros elegidos, que son independientes.
La mayoría de las islas se encuentran en dos grupos: las islas del Norte y las islas del Sur, todas con una base geológica subyacente de antigua arena roja. El clima es templado y los suelos son muy fértiles, por lo que se cultivan la mayoría de las tierras. La agricultura es el sector más importante de la economía y los recursos marinos y la energía son cada vez más importantes. El gentilicio para la gente de las islas es orcadianos y tienen un dialecto propio y una rica herencia del folclore. Hay una abundancia de fauna marina y de aves.

## Origen del nombre
El primer registro del nombre surge por el antiguo geógrafo Claudio Ptolomeo, que las llamó Orcades. El antiguo nombre gaélico del archipiélago era Insi Orc, cuyo significado es ‘islas de los cerdos’. Cuando los vikingos llegaron a las islas confundieron este vocablo con orkn, que en nórdico antiguo significa ‘foca’. Llamaron a las islas Orkneyar ('ey' significa 'isla' en nórdico antiguo), por lo que el nombre pasó a acortarse en Orkney en inglés.

## Historia

### Prehistoria y Edad de Hierro

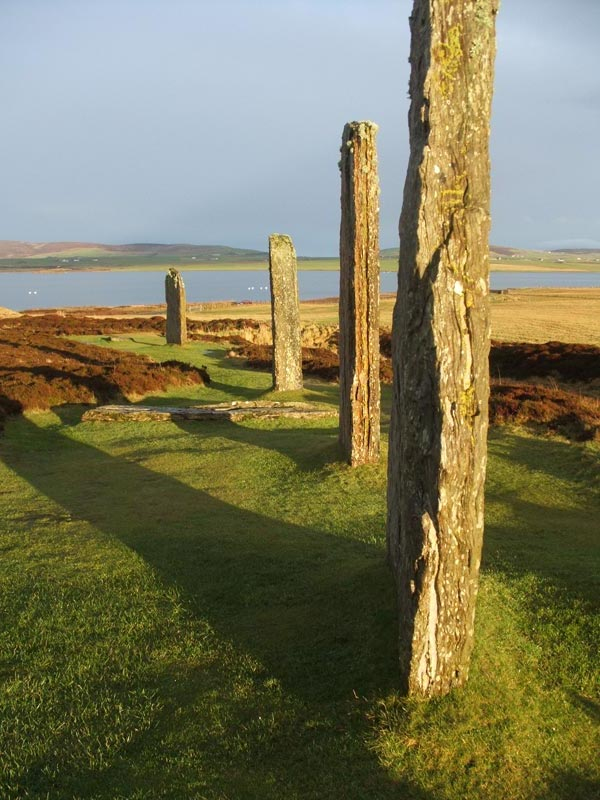
El Anillo de Brodgar.

El más antiguo asentamiento conocido es Knap de Howar, una alquería de la isla Papa Westray (3500 a. C.). La villa de Skara Brae es uno de los asentamientos neolíticos europeos mejor conservados en el mundo, se piensa que fue habitado cerca del año 3000 a. C. Otros restos de esta era incluyen las Standing Stones of Stenness (Piedras de Stenness), el del túmulo Maeshowe, el Anillo de Brodgar y otros monolitos.
Durante la Edad de Hierro, los habitantes de las Orcadas fueron los pictos, tenemos como prueba de su ocupación los weems, o casas subterráneas, y los famosos Brochs, o torres redondas. 
El primer registro escrito de una conexión formal entre Roma y Caledonia es la presencia del «Rey de las Islas Orcadas», que fue uno de los once reyes británicos que presentó acto de sumisión al emperador Claudio en Colchester en el año 43 d. C. después de la invasión del sur de Gran Bretaña tres meses antes. Pomponio Mela, el geógrafo romano, recogió en su De Chorographia, escrito c. de 43 d. C., que había treinta Islas Orcadas, probablemente incluyendo las Shetlands. Tacito escribió que en el 85 d. C. una flota romana llegó a la isla principal de Orkney, tomando posesión formal de las Orcadas.
Sin duda, hay evidencia de una conexión orcadiana con Roma antes del año 60 d. C. por cerámica encontrada en el broch de Gurness. Además, se han encontrado monedas romanas imperiales del I y II siglo en el broch Lingro, junto con hallazgos romanos en Mine Howe, lo que pudiera indicar algo más que simples contactos comerciales entre Roma y las Orcadas.
Los escotos de Dalriada se establecieron en las islas hacia el siglo VI, donde mantuvieron un corto dominio. Los pictos volvieron a recuperar el poder hasta la llegada de los normandos en el siglo IX. San Columba y sus compañeros recorrieron las islas introduciendo el cristianismo en ellas. La prédica de estos hombres provocó tal impacto en la sociedad de aquellos territorios, que sus habitantes decidieron nombrar algunas islas con el epíteto "Papa" en conmemoración de los predicadores.

### Dominio noruego
Los noruegos poblaron las Orcadas y Shetland hacia finales del siglo VIII y la primera mitad del siglo IX. Esto se debió a la sobrepoblación que había en Noruega con respecto a los recursos naturales y tierras de labrantío disponibles allí en ese entonces. Los noruegos reemplazaron a la población original, los pictos, y sustituyeron su lengua por el nórdico antiguo. 
La naturaleza del cambio en la población que se produjo es fuente de objeciones, pues existen diferentes teorías sin evidencias concretas. Estas teorías van desde un genocidio completo al matrimonio entre personas de ambas razas y un dominio cultural que llevó a una supremacía gradual. Según Jim Wilson, científico de Edimburgo, y la compañía EthnoAncestry, ayudados por evidencia genética y arqueológica, los «vikingos que conquistaron las Órcadas erradicaron a casi todos los miembros masculinos de la población picta» (Observer, Dec. 31, 2006).

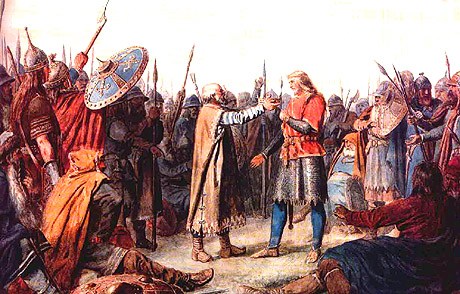
Olaf Tryggvason elegido rey, una pintura de Peter Nicolai Arbo.

Los vikingos hicieron de las Orcadas su cuartel general en las expediciones piratas (dejando de lado a Noruega y las costas de las islas escocesas). Harald Hårfagre en el año 875 sometió las islas Orcadas y Shetland. Rognvald Eysteinsson recibió las Orcadas y Shetland como un condado de parte del rey como reparación por la muerte de su hijo en una batalla en Escocia. Ragnvald entregó el condado a su hermano Sigurd el Fuerte. Erico Hacha Sangrienta ( Blodox) , siguió a su padre en el trono, pero cuando su medio hermano Haakon el Bueno llegó a Noruega desde Inglaterra, Erik huyó del país. El rey Athelstan de Inglaterra entregó Nordimbraland (Northumberland) como un feudo a Haakon y lo instaló en Jorvik (York) pero el hermano de Athelstan, Edmundo I el Magnífico, lo expulsó por las incursiones que realizó en Irlanda y Bretaña en el año 941. Erik Hacha Sangrienta una vez que huyó de Noruega, vivió en las Orcadas hasta que murió en la batalla de Stainmore en Escocia (954). Sus hijos siguieron viviendo en las islas y varias veces desafiaron al gobierno de Haakon el Bueno, bajo la dirección de Harald Greyhide, quien años más tarde sería Harald II de Noruega.
Olav Tryggvasson (bisnieto de Harald I) llegó en uno de sus viajes hasta las islas Sorlingas, donde se decía que habitaba un ermitaño con poderes de adivinación. Este hombre le dijo que llegaría a ser un rey famoso, y entonces Olaf se convirtió al cristianismo, bautizado por el propio ermitaño. Desde su conversión, Olaf dejó de realizar pillaje en Inglaterra, pues ya no deseaba hacer daño a la gente que profesaba su misma fe.
En 988, Olaf desembarcó en Inglaterra, donde la reina Gyda, hermana de Olaf Cuaran, rey de Dublín, había enviudado y buscaba un nuevo marido. Varios hombres ricos se presentaron ante la reina, pero ella prefirió a Olaf, pese a que sus vestidos eran pobres. De ahí en adelante expandiría el cristianismo por las islas británicas, incluyendo las Orcadas.

### Dominio escocés
En 1468, el rey Cristián I de Dinamarca y Noruega entregó las Orcadas y Shetland como compromiso de pago por la dote de su hija Margarita de Dinamarca, desposada con Jacobo III de Escocia. Como la dote nunca se pagó, las islas pasaron a mano de la Corona Escocesa en 1472.

### Orcadas modernas
Las Orcadas fueron el lugar de la mayor base de la Royal Navy en Scapa Flow, desempeñando un importante papel durante la Primera y Segunda Guerra Mundial. Después del armisticio de 1918, la Hochseeflotte o Flota de Alta Mar Alemana fue completamente transferida a Scapa Flow, mientras que se tomaba una decisión. Sin embargo los marineros alemanes hundieron todas las naves. La mayoría de las naves se pudieron salvar, pero las que no, ahora son destino de recreación para buceadores. Durante el primer mes de la Segunda Guerra Mundial, un crucero de batalla de la Royal Navy (HMS Royal Oak), fue hundido por el U-Boot U-47 (submarino alemán) en Scapa Flow. Finalmente, se optó por la construcción de barreras para impedir el paso de submarinos a través de los accesos de los canales; además, estaba la ventaja adicional de que los viajeros podían caminar por ellas sin necesidad de confiarse al transporte en barco.

## Geografía

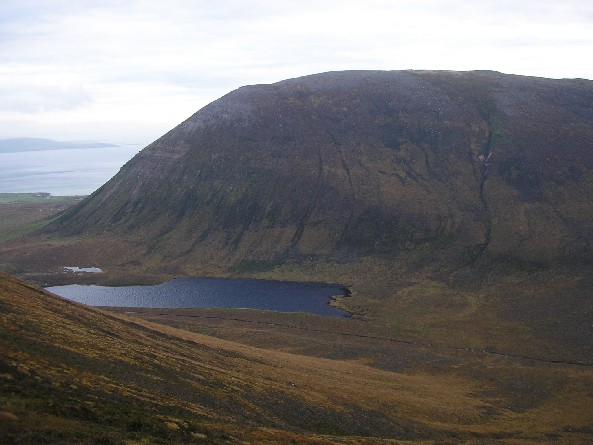
Ward Hill, en las Orcadas (481 m).

Petland Fifth es un brazo de mar que separa las Orcadas de las tierras principales de Escocia. El brazo de mar mide 11 km entre Brough Ness en la isla de South Ronaldsay y Duncansby Head en Caithness.
Las Orcadas se ubican entre los paralelos 58°41′ y 59°24′ N y 2°22′ y 3°26′ E, mide todo el archipiélago 80 km desde el noreste al sureste y 47 km de este a oeste, cubriendo un área total de 973 km². Excepto por algunas colinas de arenisca y acantilados en las costas, las islas son principalmente de poca elevación sobre el nivel del mar.
La isla más montañosa es Hoy, donde se encuentra la mayor elevación del archipiélago: Ward Hill. Las únicas otras islas que tienen elevaciones de importancia son Mainland y Rousay. En casi todas las islas se pueden hallar lochs (ensenadas, lagos), siendo los principales Loch of Harray y Loch of Stenness en Mainland. Las islas por lo general son bajas y sin mayores accidentes geográficos, excepto por las fronteras occidentales de Mainland, Hoy y Rousay, donde las costas están profundamente melladas y las islas están separadas por estrechos y brazos de llamar llamados "sounds" o "firths".
Los nombres de cada isla indican su propia naturaleza, en cuanto a tamaño: la desinencia final "a" o "ay" representa el morfema del nórdico antiguo "ey", que significa "isla". Los islotes son designados como "holms" y los promontorios rocosos pequeños o aislados son denominados "skerries".
En todas las islas de las Orcadas puede notarse la carencia de árboles, y se piensa que es debido a los grandes vientos, a pesar de que el clima es templado. La formación de turba es evidencia de que hubo una importante deforestación que tuvo lugar poco antes del Neolítico, ya que las construcciones, como Skara Brae (que data de aquella época), están edificadas en piedra, dejando al descubierto la poca disponibilidad de madera.
La mayoría de la tierra está ocupada por granjas, siendo la agricultura la principal actividad económica, seguida por la pesca. Las Orcadas exportan carne de ternera, queso, whisky, cerveza, pescado y marisco.
En el archipiélago se encuentran varias reservas naturales de la RSPB, idóneas para el avistamiento de pájaros, en particular especies marinas: 
- Birsay Moors
- Brodgar
- Copinsay
- Cottascarth and Rendall Moss
- Hobbister
- Hoy
- The Loons and Loch of Banks
- Cabo de Marwick (Marwick Head)
- Mill Dam
- North Hill
- Onziebust
- Trumland

### Clima
Las Orcadas tienen un clima notoriamente templado y constante para una ubicación tan septentrional. La temperatura media anual es de 8 °C, la del invierno de 4 °C y la del verano de 12 °C. Los meses invernales son enero, febrero y marzo, siendo el último el más frío. La primavera nunca comienza antes de abril y a mediados de junio es cuando el tiempo se pone cálido. Con frecuencia, septiembre es el mes más agradable y a finales de octubre o principios de noviembre se nota el clima más benigno.
El promedio de lluvia caída durante el año oscila entre los 850 y los 940 mm. Las neblinas tienen cabida durante el verano y a comienzos de otoño y los vendavales más fuertes pueden darse cuatro o cinco veces al año.
Para los turistas, una de las mayores atracciones son los veranos sin noche. Durante el día más largo, el amanecer es a las 03:00 y el atardecer a las 21:45. En el día más corto, el amanecer es a las 09:10 y el atardecer a las 15:17.

### Islas del archipiélago

#### Mainland

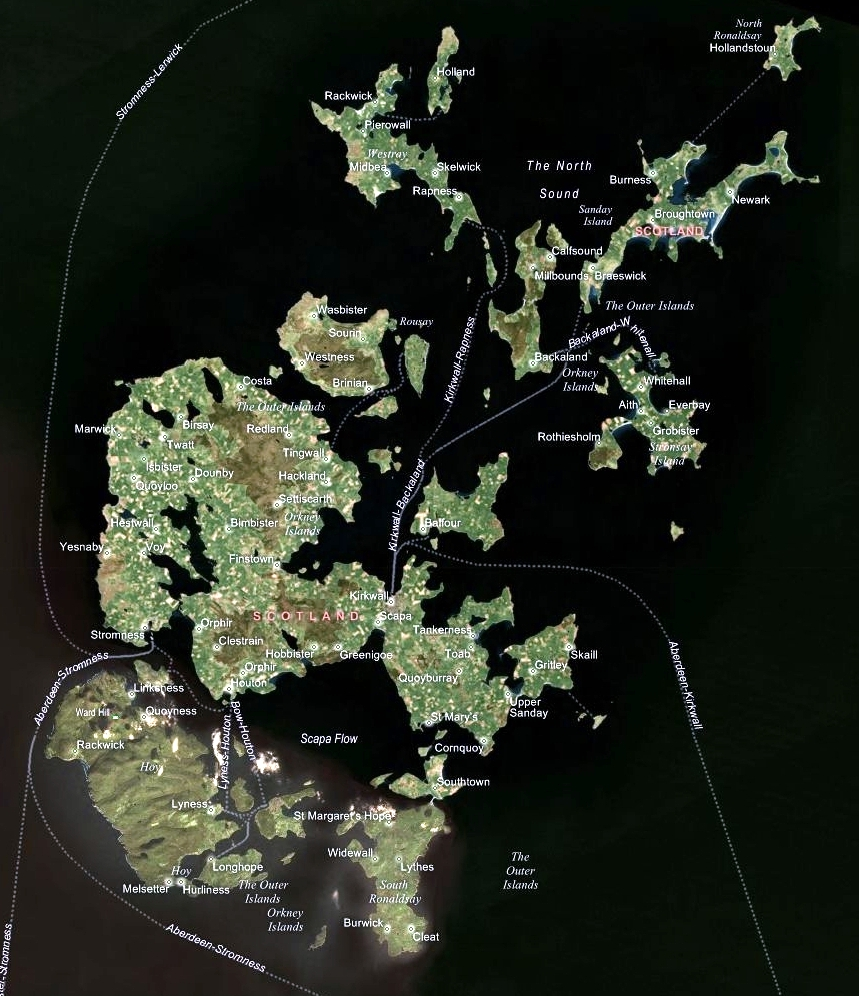
Foto satelital de las Orcadas.

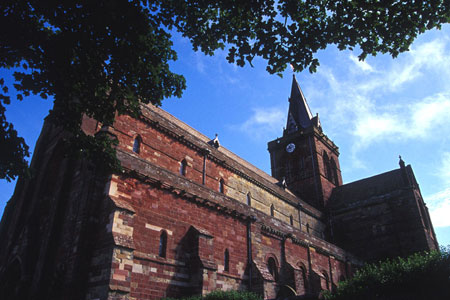
Catedral de San Magnus en Kirkwall.

Mainland es la mayor isla de las Orcadas. Las dos principales ciudades del archipiélago se encuentran en ella: Kirkwall y Stromness. Son el corazón del sistema de transporte de las Órcadas, con conexiones aéreas y en ferry. Es la isla más densamente poblada (el 75 % de la población de las Orcadas habita en ella) con respecto a las demás y tiene mucha tierra fértil para la agricultura. El nombre Mainland es una equivocación de la palabra en nórdico antiguo Meginland.
Kirkwall yace sobre una estrecha línea de tierra entre la Mainland Oeste y Mainland Este, siendo la segunda la principal porción. La isla es baja (especialmente la zona este), pero en el norte y oeste existen acantilados y dos lochs importantes. Mainland posee numerosos restos de construcciones neolíticas, pictas y vikingas.
Con una sola excepción, las otras islas se clasifican en dos grupos: norte y sur de Mainland. La excepción son las remotas Sule Skerry y Sule Stack, que están 60 km al oeste del archipiélago, pero oficialmente son Orcadas.

#### Islas del grupo del norte
El grupo del norte es el más extenso y consiste en un gran número de islas de tamaño medio ligadas a Mainland por medio de transbordador. La mayor parte de las islas descritas como holms son muy pequeñas.
- Papa Stronsay se encuentra al este de Stronsay. Es una isla fértil y era un importante centro de extracción de arenques pero fue abandonada en los años 70. En el año 1999 se estableció una comunidad de redentoristas transalpinos que estaba vinculada a la Fraternidad San Pío X.

##### Islas habitadas del grupo del norte
- Auskerry se encuentra al sur de Stronsay y en ella sólo habitan 5 personas (según el censo de 2001). Es una zona protegida por ser un lugar de anidación de Gaviotín Ártico y Procellariiformes.
- Eday se extiende casi 29 km² y es la novena isla más grande. Las principales industrias de la isla son la extracción de caliza y turba. Se conecta a Mainland por ferry y por aire.
- Egilsay se halla al este de Rousay. Es una amplia zona de cultivos y es conocida por los Guion de codornices que habitan en ella (aves zancudas que habitan los maizales). No está conectada directamente con Mainland.
- Gairsay está habitada por una sola familia que publica sus propios sellos postales (permitido debido a la carencia de correo)
- North Ronaldsay se ubica 4 km al norte de Sanday. Su clima es cambiante y frecuentemente inclemente con las aguas circundantes tempestuosas y traidoras. Se conecta con Mainland por medio de ferry y aire.
- Papa Westray también conocida simplemente como Papay, tiene una población de 70 habitantes. Lugares de importancia pueden ser la reserva natural RSPB, el Knap of Howar, la iglesia del siglo XII recientemente restaurada (St Boniface Kirk) y otros restos del neolíticos y de la época vikinga.
- Rousay es la tercera isla más grande con 49 km². En el censo de 2001 se calcularon 212 habitantes. Los ingresos de la isla se basan en la agricultura, pesca, piscicultura y turismo. Hay un camino circular en torno a la isla de unos 22.5 km y la mayoría de las tierras cultivables se encuentran entre este y la línea costera. En la isla existen importantes poblaciones de focas y nutrias.
- Shapinsay es la octava isla más grande las Orcadas con 31 km². Está conectada a Mainland por medio de transbordador (de Balfour a Kirkwall). Shapinsay es conocida por un broch de la Edad de Hierro, en Burroughston y la Torre Dishan.

##### Otras islas del grupo del norte
Calf of Eday, Damsay, Eynhallow, Faray, Helliar Holm, Holm Faray, Holm Huip, Holm Papay, Holm Scockness, Kili Holm, Linga Holm, Muckle Green Holm, Rusk Holm, Sanday, Stronsay, Sweyn Holm, Westray y Wyre.

#### Islas del grupo del sur
Las islas del sur rodean Scapa Flow. Hoy es la isla más grande de las Orcadas, mientras que South Ronaldsay, Burray and Lamb Holm están conectadas a Mainland por las Churchill Barriers, calzadas construidas durante la Segunda Guerra Mundial como método de defensa contra los submarinos alemanes. Las Pentland Skerries se ubican más al sur, cerca de Escocia.

##### Islas habitadas del grupo del sur

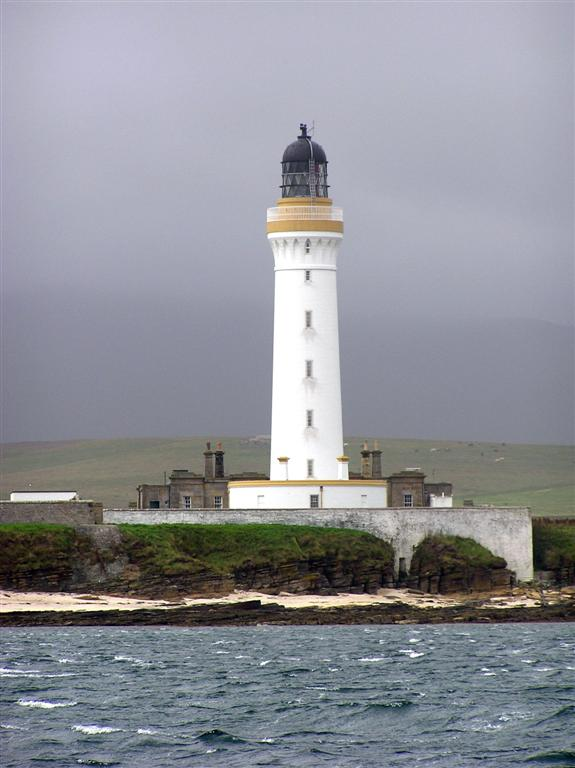
Faro de Hoy, en Graemsay.

- Burray yace al este de Scapa Flow y está unida a Glimps Holms y South Ronaldsay por medio de las calzadas antes mencionadas. En ella se encuentra el Museo de Fósiles de las Orcadas. Tiene una población de 357 habitantes (censo 2001).
- Flotta es conocida por su gran terminal petrolero. Se une por ferry a través de Scapa Flow con Mainland y Lyness y Longhope en Hoy. Durante las Guerras Mundiales, la isla fue una importante base para la Royal Navy.
- Graemsay tiene una población de unas 30 personas. En la isla habitan varias especies de aves entre las que se pueden destacar el chorlitejo grande (Charadrius hiaticula), ostreros, archibebe común (Tringa totanus) y zarapitos.
- Hoy tiene un área de 142 km² que la convierten en la segunda isla más grande de las Orcadas. La isla tiene los acantilados más verticales de todo el Reino Unido, posee el arbolado más norteño de todas las islas británicas (Old Man of Hoy), el pico más alto de las Orcadas y la principal base naval de Scapa Flow durante las Guerras Mundiales
- Lamb Holm está conectada a Mainland y Glimps Holm por medio de las Churchill Barriers. En la isla está la Capilla Italiana, que data de la Segunda Guerra Mundial y fue construida por los prisioneros de guerra italianos, quienes también construyeron las Churchill Barriers.
- South Ronaldsay se une con Burray por medio de una de las calzadas. Tiene un área total de 49 km².

##### Otras islas del grupo del sur
Calf Flotta, Cava, Copinsay, Corn Holm, Fara, Glims Holm, Hunda, Rysa Little, Switha, Swona.

## Política
Las Orcadas están representadas en la Cámara de los Comunes del Reino Unido como parte de la Circunscripción electoral de las Órcadas y Shetland que elige a un Miembro del Parlamento. El Diputado actual es Alistair Carmichael del Partido Liberal Demócrata.
En el Parlamento Escocés la circunscripción electoral de las Orcadas elige un representante para este último. El actual diputado elegido es Jim Wallace, liberal demócrata. Las Orcadas también están dentro del distrito electoral de Highlands and Islands.
El concejo de las Islas Orcadas consiste en 18 miembros, quienes pueden ser independientes sin necesidad de estar dentro de un partido político.
El 18 de septiembre de 2014, se llevó a cabo un referéndum de independencia en todo el territorio escocés sobre si separarse o no del Reino Unido. Los habitantes de las islas Órcadas pudieron votar a la pregunta de: "¿Debería Escocia ser un país independiente?-SÍ o NO".
Tras la jornada electoral, en la madrugada del 19 de septiembre, fue el segundo condado en el que se realizó un escrutinio completo, en el que un 32,8 % votó a favor de la independencia y un 67,2 % en contra.

## Economía
El comercio de lana pareció alguna vez alcanzar dimensiones considerables, pero hacia finales del siglo XVIII se sustituyó por el de lino. De menor importancia era también la industrial del quelpo.
Por algunos siglos los neerlandeses monopolizaron la industria pesquera del arenque. Finalmente la industria pesquera estuvo casi completamente abandonada hacia el siglo XIX, como lo registró George Barry. Sin embargo la industria revivió produciendo concentrándose en los arenques, bacalaos, curadillo y en la captura de langostas y cangrejos.
En estos últimos años, la economía de las Orcadas se ha visto incrementada en otras áreas, fuera de las tradicionales como la agricultura, pesca y la ganadería. Estas nuevas actividades económicas incluyen el turismo, manufacturación de alimentos y bebidas, joyería y otras áreas productivas son la construcción y el transporte de petróleo (desde el terminal petrolero de Flotta). El sector terciario o de los servicios también desarrolla un papel importante dentro del mercado de las Orcadas.

## Transporte

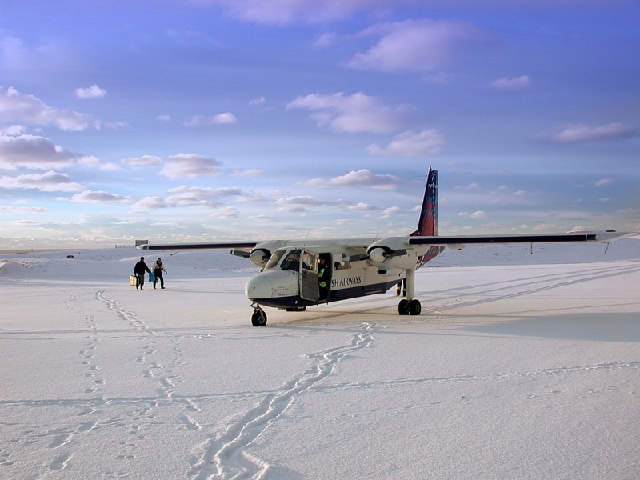
Avión de Loganair.

El principal aeropuerto de las Orcadas es el Aeropuerto de Kirwall, operado por la "Compañía Highlands and Islands Airports Limited". Longanair, una licencia de British Airways provee servicios hacia Escocia (Aberdeen, Edimburgo, Glasgow, Inverness y Wick), así como a Shetland (Aeropuerto Sumburgh).
Dentro de las Orcadas funcionan otros aeropuertos que hacen viajes entre las islas más grandes Eday, Nort Ronaldsay, Papa Westray y Sanday. El servicio programado más corto del mundo es el vuelo entre Westray y Papa Westray. Dura dos minutos, pero si hay viento en dirección contraria lo más probable es que tome unos pocos minutos más.
Los servicios de ferry que funcionan entre Escocia, las Orcadas y Shetland, toma las siguientes rutas:
- Lerwick a Kirkwall
- Aberdeen a Kirkwall
- Scrabster a Stromness
- John O'Groats a Burwick (South Ronaldsay)
- Gills Bay a St Margaret's Hope

Se ha discutido donde construir un túnel submarino entre las Orcadas y las tierras escocesas. Tal obra tendría una longitud de 15 o 16 km (quizás más) y uniría Mainland con Shapinsay.

## Medios de comunicación
- Prensa: en las Orcadas se editan dos periódicos semanales: The Orcadian y Orkney Today,[15] ambos son publicados los jueves.
- Radio: Hay una estación local de la BBC, BBC Radio Orkney y la BBC Radio Scotland con dos difusiones diarias donde se transmiten noticias y programas de entretenimiento.

## Herencia cultural

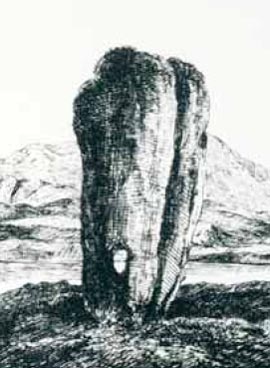
La Piedra de Odín.

El Corazón Neolítico de las Orcadas se encuentra en el este de Mainland y ha sido declarado Patrimonio de la Humanidad por la Unesco. Se trata de un notable conjunto de monumentos neolíticos: una gran cámara mortuoria (Maeshowe), menhires (Rocas de Stenness, Anillo de Brodgar) y un asentamiento (Skara Brae), así como un número indeterminado de otros asentamientos menores y de tumbas sin excavar. Todos estos vestigios constituyen un importante paisaje cultural prehistórico, que permite estudiar cómo era la vida del ser humano en el archipiélago hace unos 5000 años.